# Arrondissement di La Gonâve
L'arrondissement di La Gonâve è un arrondissement di Haiti facente parte del dipartimento dell'Ovest. Il capoluogo è Anse-à-Galets.
Il territorio dell'arrondissement corrisponde all'isola omonima.

## Geografia antropica

### Suddivisioni amministrative
L'arrondissement di La Gonâve comprende 2 comuni:
- Anse-à-Galets
- Pointe-à-Raquette